# 听雪楼
《听雪楼》（英語：Listening Snow Tower），2019年中国大陆武侠古装剧。本剧改编自沧月所著的同名小说，由秦俊杰、袁冰妍 领衔主演，腾讯视频于2019年5月6日首播。台灣由LINE TV、myVideo影音隨看、LiTV 線上影視、WeTV播出， 香港由myTV SUPER點播。

## 播出时间

### 首播
| 频道                  | 所在地   | 播出日期                      | 播出时间                 | 备注               |
| --------------------- | -------- | ----------------------------- | ------------------------ | ------------------ |
| 腾讯视频              | 中国     | 2019年5月6日                  |                          |                    |
| WeTV                  | 臺灣     | 2019年5月6日                  |                          |                    |
| myVideo影音隨看       | 臺灣     |                               |                          |                    |
| Astro双星 Astro双星HD | 马来西亚 | 2019年5月10日 - 2019年5月24日 | 星期一至五 18:00 - 19:00 |                    |
| Astro双星 Astro双星HD | 马来西亚 | 2019年5月25日                 | 每晚 18:00 - 19:00       |                    |
| meWatch               | 新加坡   | 2020年7月23日                 | 全剧上架                 | 仅限新加坡地区观看 |
| 八大第一台            | 臺灣     | 2023年12月3日 - 2024年5月5日  | 每週日 22:00~24:00       | 每週2集            |

## 演员列表

### 主要演员
| 演員                      | 角色   | 介紹 |
| 秦俊杰 (少年:黄毅)        | 蕭憶情 | 武器 : 夕影刀 聽雪樓主，人中之龍，患有厥陰之症，看似體弱，實則武功高強，雪谷徒弟、南楚師弟、池小苔師兄，喜欢舒靖容。                                                                          |
| 袁冰妍 （少时：黄杨钿甜） | 舒靖容 | 武器：血薇剑 舒靖容是血魔之女，被武林誉为“人中之凤”。年幼时父母去世，被白帝收为徒弟，赐名“青冥”。成年后，所剧的沉沙谷被灭，师父惨死。被师兄护着活下来的舒靖容习得血薇剑法，与萧忆情共闯江湖。 |

### 其他演员
| 演員   | 角色           | 介紹 |
| 韓承羽 | 青嵐／迦若     | 武器：離別 沉沙谷大弟子，為青冥、青羽師兄，喜歡舒靖容。 沉沙谷被滅一役爆炸後被明河所救卻意外失憶，但明河使用針灸與藥物使其無法恢復記憶。因明河從雪紋處騙取玄陰心經使其修習，每到新月之夜都會被華蓮吸取內力，後殺死華蓮，明河繼位，而其成為拜月教大祭司。最終恢復記憶想帶拜月教向善，卻苦無結果，拜月教最終一戰與明河在月宮同歸於盡。 |
| 袁澧林 | 燁火／明河     | 拜月教少主，後繼位拜月教教主，華蓮、明澈之女。以燁火身分用計騙取青嵐信任潛入沉沙谷，於盜取機關地形圖後，使拜月教得以攻滅沉沙谷。能以蕭聲操控紅蝠，善於用蠱，手段毒辣，作惡多端，喜歡迦若（青嵐）。為了不想失去迦若而決定不告訴他真相，最後在拜月教最終戰役中與迦若在月宮同歸於盡。                                                   |
| 林源   | 池小苔         | 雪谷女兒兼弟子，蕭憶情、南楚同門師妹，喜歡蕭憶情視舒靖容為仇敵。 因其疏忽遭燁火盜走機關地形圖致使拜月教攻入沉沙谷，沉沙谷被滅。後與高夢非背叛蕭憶情，最後終生監禁於聽雪樓。 |
| 趙東澤 | 青羽／高夢非   | 武器：國色劍 聽雪樓二領主，原沉沙谷二弟子，青嵐師弟，青冥師兄，喜歡池小苔，後為情反叛聽雪樓而死。 |
| 张天阳 | 南楚           | 聽雪樓三領主，雪谷大弟子，蕭憶情、池小苔師兄，於最後拜月教一役中死亡。 |
| 白澍   | 黄泉           | 武器：七星劍 原為天理會一員，聽雪樓四大護法之一，喜歡紫陌 |
| 李若嘉 | 紫陌           | 本名周紫黛，聽雪樓四大護法之一，主持嵐雪閣，喜歡黃泉。 |
| 張洋   | 紅塵           | 聽雪楼四大護法之一。出身龍家，昊天（青崖）的雙生妹妹，喜歡碧落，擅長用毒，江湖名號红蝎。 |
| 郭喆   | 碧落           | 江南第一劍客，葉風砂之師兄。 武器：魚腸劍 劍膽琴心琴劍雙絕，後加入聽雪樓，為聽雪樓四大護法之一，與小吟有過一段情，後喜歡紅塵。 |
| 宣萱   | 華蓮           | 拜月教教主，明澈之妻，明河之母，鍾情蕭逝水不得而與師妹雪紋反目。手段慘忍，作惡多端，後被迦若所殺，沉入聖湖之中（月花待日開，唯蓮湖中敗）。 |
| 芦芳生 | 舒血薇         | 三大飛仙之一，江湖人稱血魔，舒靖容之父，在與華蓮一戰中身中血蛊，為保護女兒，自殺而亡 |
| 何中华 | 白帝           | 三大飛仙之一，沉沙谷主，青嵐、青羽、青冥之師，拜月教攻入沉沙谷一戰中，於火藥爆炸中而亡。 |
| 王九胜 | 雪谷           | 三大飛仙之一，南楚、蕭憶情、池小苔之師，於幻花宮中毒針而死。 |
| 傅程鹏 | 蕭逝水         | 蕭憶情之父，雪紋之夫，聽雪樓先樓主兼創立者 |
| 杨明娜 | 雪紋           | 拜月教前占星師，占星預言無不應驗。華蓮師妹，蕭逝水之妻，蕭憶情之母，為保護丈夫孩子，回到拜月教，後被囚於紅莲幽獄中。在拜月教一戰中被明河困住，死於拜月教中。 |
| 付夢妮 | 謝冰玉／江千媚 | 謝家千金，出嫁時遭天理會劫殺，被舒靖容救下後加入聽雪樓嵐雪閣，改名為「江千媚」，喜歡昊天（青崖）。 |
| 曹煜辰 | 青崖／昊天     | 南海霸主龍家主人，受龍夫人所迫，以醜陋面容測試新娘對龍家的忠誠，紅塵的雙生哥哥，喜歡千媚。 |
| 易照博 | 明澈           | 幻花宮宮主，拜月教教主華蓮之夫，明河之父，明吟的養父，深愛華蓮。當年因妻子鍾情蕭逝水，明河尚且年幼時便孤身離開拜月教，與幻花宮前任宮主織情相好，在宮主死後繼承其位成為幻花宮宮主。因思念華蓮刻意將幻花宮改成有如拜月教一樣的宮閣。幻花宮一役被打成重傷武功盡失，死於高夢非的劍下。                                                   |
| 黃思涵 | 明吟／小吟     | 幻花宫少宫主，明澈的养女，潛入龍家取得淺碧躑躅花花種，殺死龍家老夫人嫁禍蕭憶情。與江南第一剑客碧落有一段感情纠葛，幻花宮一役被池小苔所刺，亡於碧落懷中。 |
| 李澤   | 孤光           | 拜月教左護法，蕭憶情的好友，冰凌之夫，喜欢冰凌，沉沙谷一役後被蕭憶情所救，後為聽雪樓所策反，終帶領拜月教向善。 |
| 趙芮菡 | 冰凌           | 拜月教中的占星女使，蕭憶情的好友，孤光之妻，多次遭明河的威胁，是明河控制孤光的籌碼。 |
| 黄馨瑤 | 薛青茗         | 秦家养女，有着高超的医治能力，江湖人稱薛神醫，受南楚所邀加入聽雪樓，喜歡蕭憶情。 |
| 習雪   | 殷流硃         | 於殷家滅門時唯一倖存者，也是唯一能鑄造出國色劍之人，情繫南宮無垢無果。得聽雪樓相助揭破南宮無垢及拜月教計謀，殺死南宮無垢家仇得報後自殺身亡。 |
| 李泰   | 南宫无垢       | 南宫家少主，與殷流硃情投意合，覬覦國色劍而與拜月教聯合將殷家滅門，計謀敗露後為殷流硃所殺。 |
| 鄭曉寧 | 雷震天         | 雷家霹靂堂主，雷楚云之父，因利益所驅販賣火藥給敵國，且與拜月教勾結為其提供火藥，並收受官員賄賂，終因聽雪樓查明真相而遭全門流放邊疆，途中遭拜月教滅門。 |
| 呂鵬   | 雷楚云／秋謢玉 | 雷震天之子，雷家收賄在發配邊疆途中拜月教殺光全家，被舒靖容所救。後練成雷家絕學焚天龍陽訣，成為風雨組織首領。於拜月教一戰中死於血薇劍下 |
| 王子行 | 高歡           | 武器：淚痕劍 訓練聽雪樓吹花小筑殺手，與任飛揚結義，惟高家與任家上代有血海深仇，後帶葉風砂離開聽雪樓被拜月教所殺，喜歡葉風砂。 |
| 馮荔軍 | 任飛揚         | 武器：問情劍 憧憬闖蕩江湖快意恩仇，與高歡結義，並將佩劍問情劍與其佩劍淚痕交換，被高歡下毒讓秋護玉救起後加入風雨組織，後來離開入了聽雪樓，被拜月教人所圍住死于秋護玉之手。 |
| 吳靜怡 | 葉風砂         | 碧落之師妹，石明烟之姑姑，與高歡離開聽雪樓之後被拜月教所殺，喜歡高歡。 |
| 董慧   | 石明煙         | 怡紅院婢女，喜歡任飛揚，為了挑撥拜月教與聽雪樓，不惜用花盆打斷雙腿。最後悔改並加入聽雪樓 |
| 王藝禪 | 麗妃／霍青嵋   | 鎮南王最寵愛的側王妃，金刀霍家的千金。 |

## 電視劇歌曲

### 中國大陸
| 曲序 | 曲目                 |        | 作曲   | 编曲        | 演唱       |
| ---- | -------------------- | ------ | ------ | ----------- | ---------- |
| 1.   | 〈雪〉（片頭曲）     |        | 黃鉑   | 黃鉑        |            |
| 2.   | 〈悲喜樓〉（片尾曲） | 段思思 | 譚旋   | 雷立        | 何晟銘     |
| 3.   | 〈因風起〉           | 劉暢   | 曾締   | 陳思同      | 蘇詩丁     |
| 4.   | 〈錦瑟〉             | 劉暢   | 譚旋   | Terence Teo | 秦俊傑     |
| 5.   | 〈無情有思〉         | 劉暢   | 單喻龍 | 單喻龍      | 金潤吉     |
| 6.   | 〈血薇〉             | TNK    | TNK    | 陳夔        | 葉炫清     |
| 7.   | 〈夕影〉             | TNK    | TNK    | 鮑魚        | 蕭憶情Alex |

### 香港
| 曲序 | 曲目             |      | 作曲   | 演唱   |
| ---- | ---------------- | ---- | ------ | ------ |
| 1.   | 雪淚情（主題曲） | 楊熙 | 張家誠 | 鄭俊弘 |

## 電視節目的變遷
| 马来西亚 Astro双星、Astro双星HD 每晚 18:00 - 19:00 · 5月25日起改为每晚播出。 | 马来西亚 Astro双星、Astro双星HD 每晚 18:00 - 19:00 · 5月25日起改为每晚播出。    | 马来西亚 Astro双星、Astro双星HD 每晚 18:00 - 19:00 · 5月25日起改为每晚播出。 |
| ---------------------------------------------------------------------------- | ------------------------------------------------------------------------------- | ---------------------------------------------------------------------------- |
|                                                                              | 听雪楼 （2019年5月10日 - 2019年7月8日）                                         |                                                                              |
| 愛上北斗星男友 （2019年3月21日 - 2019年5月9日）                              | 神犬小七3 （2019年7月9日 - 2019年8月20日）高校英雄传 （2019年8月21日 - 2019年） |                                                                              |

| 臺灣 八大第一台 每週日 22:00~24:00 | 臺灣 八大第一台 每週日 22:00~24:00      | 臺灣 八大第一台 每週日 22:00~24:00 |
| ---------------------------------- | --------------------------------------- | ---------------------------------- |
|                                    | 聽雪樓 （2023年12月3日 - 2024年5月5日） |                                    |
| —                                  | —                                       |                                    |